# Rezolucja Rady Bezpieczeństwa ONZ nr 737
Rezolucja Rady Bezpieczeństwa ONZ nr 737 została przyjęta bez głosowania 29 stycznia 1992 r.
Po przeanalizowaniu wniosku Uzbekistanu o członkostwo w Organizacji Narodów Zjednoczonych, Rada zaleciła Zgromadzeniu Ogólnemu przyjęcie tego państwa do swojego grona.

## Źródło
- UNSCR - Resolution 737